# Prima pratica
Le terme prima pratica utilisé dans les débuts de la musique baroque, fait référence particulièrement au style de Palestrina, ou au style codifié par Gioseffo Zarlino. Prima pratica s'oppose à la seconda pratica codifiée par Claudio Monteverdi (les synonymes de ces termes sont style ancien et style moderne, respectivement). Le terme de prima pratica a été utilisé pour la première fois lors du différend surgi entre Giovanni Maria Artusi et Claudio Monteverdi au sujet du nouveau style musical.
Dans un premier temps, prima pratica ne vise que le style de préparation des dissonances. Dans sa Seconda parte dell'Artusi (1603), Giovanni Maria Artusi a écrit sur le nouveau style des dissonances, se référant spécifiquement à la pratique de ne pas préparer la dissonance (voir contrepoint), et sur la montée après une note modifiée par un bémol ou sur la descente après une note modifiée par un dièse. Dans un autre livre, L'Artusi, overo Delle imperfettioni della moderna musica (1600), Artusi attaque notamment Monteverdi, en utilisant des exemples tirés de son madrigal Cruda Amarilli pour discréditer le nouveau style.
Claudio Monteverdi a répondu dans une préface de son cinquième livre de madrigaux, et son frère Giulio Cesare Monteverdi ensuite dans les Scherzi Musicali (1607), aux attaques d'Artusi, affirmant que dans la prima pratica, les textes passaient après la musique alors que dans la seconda pratica, ce sont seulement les textes qui inspiraient la musique. Les anciennes règles du contrepoint devaient être abandonnées afin de l'adapter à une plus grande visibilité des textes. Selon Giulio Cesare, cette idée n'était qu'un simple retour à la pratique musicale des Grecs anciens.